# Michael Warriner

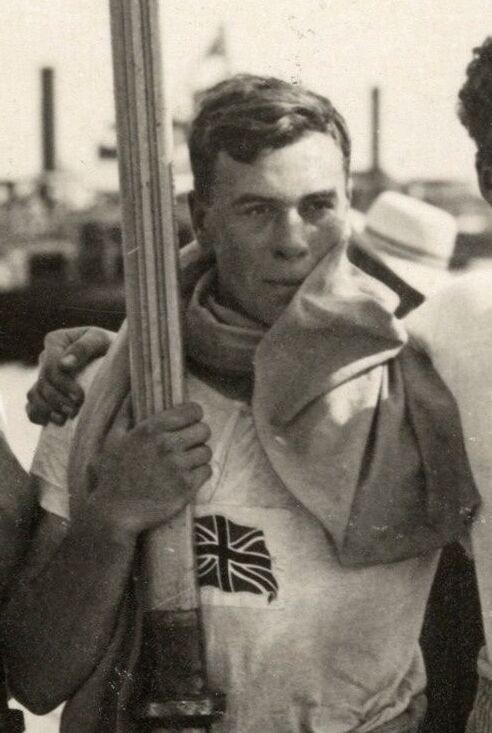
Michael Warriner (1928)

Michael Henry Warriner (* 3. Dezember 1908 in Chipping Norton; † 7. April 1986 in Shipston-on-Stour) war ein britischer Ruderer und Ingenieur.
Bei den Olympischen Spielen 1928 nahmen im Vierer ohne Steuermann insgesamt sechs Boote teil. Der britische Vierer mit John Lander, Michael Warriner, Richard Beesly und Edward Bevan gewann im Vorlauf gegen die Franzosen. Im Viertelfinale siegten die Briten durch Zielrichterentscheid über den deutschen Vierer. Nach einem Freilos im Halbfinale besiegten die Briten im Finale das US-Boot mit einer Sekunde Vorsprung.
Michael Warriner studierte am Trinity College der University of Cambridge. 1928, 1929 und 1930 gewann er mit dem Boot von Cambridge im Boat Race. Nach seinem Studienabschluss war er von 1930 bis 1934 im Kolonialdienst im Sudan, ab 1934 war er als Ingenieur in England tätig. Im Zweiten Weltkrieg war er in Indien, Griechenland und im Nahen Osten als Angehöriger des Corps of Royal Electrical and Mechanical Engineers. Bei Kriegsende verließ er die Armee als Oberstleutnant, er wurde 1945 mit dem Orden MBE ausgezeichnet.